# 徳元裕矢
徳元 裕矢（とくもと ゆうや、1988年11月17日 - ）は、沖縄県出身の俳優。ニューウォーカーズに所属していた。

## 出演作品

### 映画
- 特命女子アナ 並野容子 LOVE IS OVER（2010年）
- ひまわり〜沖縄は忘れない あの日の空を〜（2012年） - 具志堅翼 役
- 最近、蝶々は…（2014年） - 萩本征幸 役[1]
- 再会 禁じられた大人の恋（2016年）
- 僕だけの先生～らせんのゆがみ～（2017年）

### テレビドラマ
- 美咲ナンバーワン!! 第6話（2011年）
- かんなの水魚（2011年） - 宇津木雅人 役 ※主演
- パーフェクト・ブルー 第2話（2012年）
- そこをなんとか 第4話（2012年） - 土屋忠（青年期） 役
- 問題のあるレストラン 第2話（2015年）

### バラエティー
- 歌の楽園（2010年）
- Shibuya Deep A（2011年）

### オリジナルビデオ
- 横浜アウトロー烈伝 全面抗争勃発（2010年）- 戸崎弘志 役
- 鳳神ヤツルギ外伝 天神キサラ（2011年） - 穂積武彦 役
- 戦慄ショートショート コワバナ 恐噺 死者の指定席（2011年）
- エロ神家の一族 深窓令嬢は電気執事の夢を見るか（2011年） - スケキヨ 役[1]
- ろくでなしアウトロー烈伝 下町四天王最凶伝説（2011年） - こうじ 役[1]
- 最強女子大生スロッター美咲（2011年）
- ダスク 死を呼ぶ女（2013年） - 佐野 役
- 真夏の果実 はじめての秘密（2015年）
- 愛しの若妻 夫には内緒で（2015年）
- 社内恋愛 ゆれる女ごころ（2015年）
- 凌辱された女 リベンジパチンカー・アナザー（2015年）
- 妹がぼくを支配する。（2015年）
- 若妻同窓会（2016年）
- ラ・マン VIP専門の女（2016年）
- デコトラ・ギャル紗矢（2016年）

### PV
- 矢島美容室「アイドルみたいに歌わせて」（2010年）

### CM
- ロッテアイス 爽（2010年）
- マイクロソフト Xbox（2010年）
- スリムアップスリムPOP（2011年）
- タカラトミーアーツ バーチャルマスターズリアル（2011年）

### VP
- スズキ・ソリオ（2010年）

### 雑誌
- an・an（2011年）
- CanCam（2011年）
- 月刊コロコロコミック（2011年）

### スチール
- nifty×bijin－tokei 渋谷駅（2010年）
- スリムアップスリム 美容レンジャーYUYA（2011年）